# دييغو (لاعب كرة قدم مواليد 1992)
دييغو (بالبرتغالية: Diego Henrique Pachega de Souza‏) هو لاعب كرة قدم برازيلي في مركز الوسط، ولد في 20 أبريل 1992 في بيراسيكابا في البرازيل. لعب مع نادي بران.